# Footsteps - I passi dell'assassino
Footsteps - I passi dell'assassino (Footsteps) è un film per la televisione statunitense di genere thriller del 2003 diretto da John Badham.

## Trama
L'autrice di best seller Daisy Lowenthal si accorge che la sua tendenza all'ansia sta crescendo, così si ritira in una casa al mare e - per porre fine ai suoi romanzi - ne uccide il protagonista.